# 非矩形旗帜列表
本列表收集所有非矩形（包括正方形）的曾用或现用的政府、军队或民事旗帜。燕尾形旗帜和长三角旗是最常见的两种非矩形旗帜。

## 现用

### 国旗

尼泊尔国旗

### 地方旗帜

俄亥俄州州旗（美国）
布拉迪斯拉发市旗（斯洛伐克）
埃尔德市旗（匈牙利）
波尔松博特市旗（匈牙利）
诺斯罗普市旗（匈牙利）
陶利安德勒格德市旗（匈牙利）
柏格浩特区旗（比利时）

### 团体组织

中国少年先锋队中队旗

### 军事性旗帜

#### 波兰

国防部长旗
海军船旗
海军旗
海军服役长三角旗
陆军旗
空军旗
特种部队旗
海军司令旗
上将旗
海军上将旗
中将旗
少将旗
海军参谋部参谋长旗
区舰队司令旗
支舰队司令旗
群舰队司令旗

## 曾用

大清军旗、代国旗
汪精卫政权国旗
汪精衛政府國民黨黨旗
尼泊尔旧国旗